# Lavínový štít
Lavínový štít (česky Lavinový štít, polsky Lawinowy Szczyt, německy Lawinenspitze, maďarsky Lavinacsúcs) je čtvrtý nejvyšší štít Vysokých Tater. Je to výrazná elevace na severním hřebeni Zadního Gerlachovského štítu, mezi jeho masivem a Velkou Litvorovou věží. Pojmenovali ho horolezci na počátku 20. století. Svahy okolních hřebenů, které jsou obrácené do Velické doliny jsou známé častými lavinami.

## První výstupy
- Janusz Chmielowski, Klemens Bachleda a Stanisław Stopka, 26. července 1904 – letní výstup
- Pavel Krupinský a Matthias Nitsch, 22. března 1936 – zimní výstup

## Turistika
Štít je přístupný pouze v doprovodu horského vůdce.